# Belgio ai Giochi della XVII Olimpiade
Il Belgio partecipò ai Giochi della XVII Olimpiade che si sono svolti a Roma dal 25 agosto all'11 settembre 1960, con una delegazione di 101 atleti impegnati in sedici discipline per un totale di 64 competizioni. Portabandiera alla cerimonia di apertura fu il velista André Nelis, alla sua seconda Olimpiade. Nelis era stato portabandiera anche a Melbourne 1956, dove aveva vinto una medaglia d'argento.
In questa edizione dei Giochi la squadra belga conquistò quattro medaglie: due d'argento e due di bronzo.

## Medagliere

### Per discipline
| Sport            | Oro | Argento | Bronzo | Totale |
| ---------------- | --- | ------- | ------ | ------ |
| Ciclismo         | 0   | 1       | 1      | 2      |
| Atletica leggera | 0   | 1       | 0      | 1      |
| Vela             | 0   | 0       | 1      | 1      |
| Totale           | 0   | 2       | 2      | 4      |

### Medaglie
| Medaglia | Atleta               | Sport            | Evento                   |
| -------- | -------------------- | ---------------- | ------------------------ |
| Argento  | Roger Moens          | Atletica leggera | 800 metri piani maschili |
| Argento  | Leo Sterckx          | Ciclismo         | Velocità                 |
| Bronzo   | Willy Vanden Berghen | Ciclismo         | Corsa in linea           |
| Bronzo   | André Nelis          | Vela             | Finn                     |

## Risultati

### Pallanuoto
| Atleta | Classifica |                   |
| --- | --- | ----------------- |
| V · D · M Nazionale maschile belga di pallanuoto · Giochi olimpici - Roma 1960 De Hesselle · Smits · De Wilde · Caufrier · Dumont · De Vis · Pickers · D'Osterlinck · Lagaert · Van Den Steen · Van Reybroeck · CT : - | 16° |                   |
| Nazionale maschile belga di pallanuoto · Giochi olimpici - Roma 1960 | |                   |
| De Hesselle · Smits · De Wilde · Caufrier · Dumont · De Vis · Pickers · D'Osterlinck · Lagaert · Van Den Steen · Van Reybroeck · CT: -                                                                                 | De Hesselle · Smits · De Wilde · Caufrier · Dumont · De Vis · Pickers · D'Osterlinck · Lagaert · Van Den Steen · Van Reybroeck · CT: - | Belgio (bandiera) |